# Harredutjärnen
Harredutjärnen är en sjö i Bergs kommun i Härjedalen och ingår i Ljungans huvudavrinningsområde.